# Maison d'Afrodita Bialo
La maison d'Afrodita Bialo (en serbe cyrillique : Кућа Афродите Биало ; en serbe latin : Kuća Afrodite Bialo) est située à Belgrade, la capitale de la Serbie, dans la municipalité urbaine de Zemun. En raison de sa valeur architecturale, cette maison, construite vers 1800, figure sur la liste des monuments culturels protégés de la république de Serbie et sur la liste des biens culturels de la ville de Belgrade.

## Présentation
La maison d'Afrodita Bialo, située 45 Glavna, est un édifice résidentiel et commercial construit vers 1800. Elle est constituée d'une cave, d'un rez-de-chaussée et d'un premier étage surmonté d'un toit pentu. La façade, symétrique, est ordonnancée autour d'un porche considéré comme l'un des plus beaux de la vieille ville de Zemun. La maison dans son ensemble constitue un exemple de maison bourgeoise au tournant des XVIIIe et XIXe siècles et, avec les édifices qui l'entourent, elle forme un ensemble urbain typique de cette époque.